# Lucy Saroyan
Lucy Saroyan (ur. 11 stycznia 1946 − zm. 11 kwietnia 2003) − amerykańska aktorka, modelka i fotografka.
Lucy Saroyan urodziła się w San Francisco jako jedyna córka pisarza Williama Saroyana i aktorki Carol Grace. Grała małe role na Broadwayu, w filmach i serialach telewizyjnych, pracowała także w księgarni i jako archiwistka w bibliotece filmowej. 

## Filmografia
- Gra w klasy
- Niebieskie kołnierzyki
- American Raspberry
- Columbo: Staromodne morderstwo
- Długi postój na Park Avenue
- Kotch
- Maidstone
- Some Kind of a Nut